# Serhij Melnyčenko
Serhij Melnyčenko nebo Sergej Melničenko, Sergej Melnitschenko (* 23. července 1947), je bývalý sovětský zápasník – judista a sambista ukrajinské národnosti.

## Sportovní kariéra
Připravoval se v Kyjevě v policejním klubu Dynamo pod vedením Jaroslava Vološčuka. Po olympijských hrách v Mnichově v roce 1972 patřil k nejlepším lehkým vahám v Evropě s charakteristickou taktikou pro sovětské lehké váhy povalit soupěře na zem a nasadit submisi (páčení, držení). Dlouhodobě však své postavení v sovětské reprezentaci neudržel. V roce 1976 nebyl na olympijské hry v Montrealu nominován. Po skončení sportovní kariéry se věnoval trenérské práci. S rozpadem Sovětského svazu na přelomu devadesátých let přesídlil do Německa do Wolfsburgu.

## Výsledky
| Turnaj             | 1972           | 1973           | 1974           |
| Turnaj             | 25             | 26             | 27             |
| Turnaj             | pololehká váha | pololehká váha | pololehká váha |
| ------------------ | -------------- | -------------- | -------------- |
| Mistrovství světa  |                | úč.            |                |
| Mistrovství Evropy | 3.             | 1.             | 1.             |